# کاراکالا، لوری
کاراکالا، لوری  یک روستا در ارمنستان است که در استان لوری واقع شده‌است. کاراکالا در  کیلومتری شمال وانادزور، مرکز استان لوری واقع شده است.